# 卡斯馬利亞 (加利福尼亞州)
卡斯馬利亞（英語：Casmalia）是位於美國加利福尼亞州聖巴巴拉縣的一個人口普查指定地區。

## 地理
卡斯馬利亞的座標為34°50′15″N 120°31′52″W / 34.83750°N 120.53111°W，而該地最高點為海拔高度184米（即276英尺）。

## 人口
根據2010年美國人口普查的數據，卡斯馬利亞的面積為0.488平方千米，均為陸地。當地共有人口138人，而人口密度為每平方千米282人。